# پائولو مونلی
پائولو مونلی (انگلیسی: Paolo Monelli؛ زادهٔ ۲۷ ژانویهٔ ۱۹۶۳) بازیکن فوتبال اهل ایتالیا است.
از باشگاه‌هایی که در آن بازی کرده‌است می‌توان به باشگاه فوتبال آسکولی، باشگاه ورزشی لاتزیو، باشگاه فوتبال فیورنتینا، باشگاه فوتبال باری، باشگاه فوتبال مونتسا، باشگاه فوتبال دلفینو پسکارا، و باشگاه فوتبال ویچنزا اشاره کرد.
وی همچنین در تیم ملی فوتبال زیر ۲۱ سال ایتالیا بازی کرده‌است.